# Reprographie

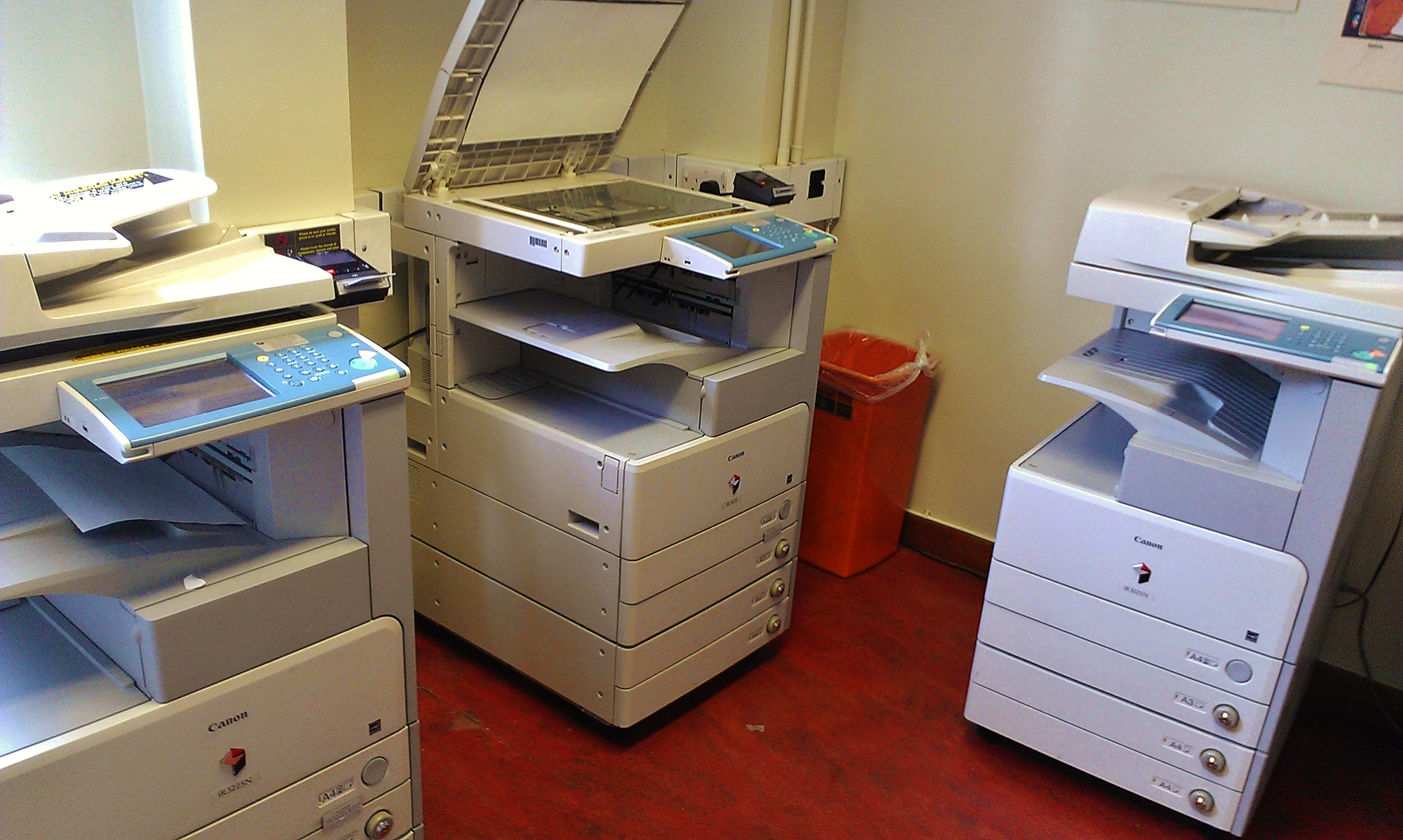
Salle de photocopieurs dans une Université.

La reprographie est l'ensemble des procédés permettant la duplication de documents par rayonnement calorifique, électrique ou gazeux.
Dans l'entreprise, le service reprographie est chargé de l'impression spéciale de documents. Cette impression spéciale se caractérise par un grand nombre de documents ou par des formats spécifiques (A0, A1).